# Tour de Murcie 2015
La 35e édition du Tour de Murcie a eu lieu le 14 février 2015. La course fait partie du calendrier UCI Europe Tour 2015 en catégorie 1.1.
Elle a été remportée en solitaire par l'Estonien Rein Taaramäe (Astana) qui devance un groupe de dix-sept coureurs réglé pour la deuxième par le Néerlandais Bauke Mollema (Trek Factory Racing) juste devant le Tchèque Zdeněk Štybar (Etixx-Quick Step).
Taaramäe remporte le classement de la montagne et l'Espagnol Garikoitz Bravo (Murias Taldea) celui des Metas Volantes, tandis que le compatriote de ce dernier, Luis León Sánchez (Astana), termine meilleur coureur de la région de Murcie et que la formation américaine Trek Factory Racing gagne le classement par équipes.

## Présentation

### Équipes
Classé en catégorie 1.1 de l'UCI Europe Tour, le Tour de Murcie est par conséquent ouvert aux WorldTeams dans la limite de 50 % des équipes participantes, aux équipes continentales professionnelles, aux équipes continentales et aux équipes nationales.
Vingt-et-unes équipes participent à ce Tour de Murcie - sept WorldTeams, neuf équipes continentales professionnelles, cinq équipes continentales et une équipe nationale :
| UCI WorldTeams      | UCI WorldTeams | UCI WorldTeams |
| Nom de l'équipe     | Pays           | Code           |
| ------------------- | -------------- | -------------- |
| Astana              | Kazakhstan     | AST            |
| Etixx-Quick Step    | Belgique       | EQS            |
| FDJ                 | France         | FDJ            |
| Giant-Alpecin       | Allemagne      | TGA            |
| Katusha             | Russie         | KAT            |
| Movistar            | Espagne        | MOV            |
| Trek Factory Racing | États-Unis     | TFR            |

| Équipes continentales professionnelles | Équipes continentales professionnelles | Équipes continentales professionnelles |
| Nom de l'équipe                        | Pays                                   | Code                                   |
| -------------------------------------- | -------------------------------------- | -------------------------------------- |
| Bora-Argon 18                          | Allemagne                              | BOA                                    |
| Caja Rural-Seguros RGA                 | Espagne                                | CJR                                    |
| CCC Sprandi Polkowice                  | Pologne                                | CCC                                    |
| Cofidis                                | France                                 | COF                                    |
| Europcar                               | France                                 | EUC                                    |
| Novo Nordisk                           | États-Unis                             | TNN                                    |
| RusVelo                                | Russie                                 | RVL                                    |
| Topsport Vlaanderen-Baloise            | Belgique                               | TSV                                    |
| UnitedHealthcare                       | États-Unis                             | UHC                                    |

| Équipes continentales | Équipes continentales | Équipes continentales |
| Nom de l'équipe       | Pays                  | Code                  |
| --------------------- | --------------------- | --------------------- |
| ActiveJet             | Pologne               | AJT                   |
| Burgos BH             | Espagne               | BUR                   |
| Frøy Oslo             | Norvège               | FRB                   |
| Murias Taldea         | Espagne               | MUR                   |

| Équipe nationale           | Équipe nationale | Équipe nationale |
| Nom de l'équipe            | Pays             | Code             |
| -------------------------- | ---------------- | ---------------- |
| Équipe nationale d'Espagne | Espagne          | ESP              |

### Règlement de la course

#### Primes
Les vingt prix sont attribués suivant le barème de l'UCI,. Le total général des prix distribués est de 14 477 €.
| Position | 1er     | 2e      | 3e      | 4e    | 5e    | 6e    | 7e    | 8e    | 9e    | 10e à 20e |
| Prix     | 5 785 € | 2 895 € | 1 445 € | 715 € | 580 € | 433 € | 433 € | 287 € | 287 € | 147 €     |

## Classements

### Classement final
| Classement final | Classement final  | Classement final | Classement final            | Classement final   |
|                  | Coureur           | Pays             | Équipe                      | Temps              |
| ---------------- | ----------------- | ---------------- | --------------------------- | ------------------ |
| 1er              | Rein Taaramäe     | Estonie          | Astana                      | en 5 h 11 min 38 s |
| 2e               | Bauke Mollema     | Pays-Bas         | Trek Factory Racing         | + 10 s             |
| 3e               | Zdeněk Štybar     | Tchéquie         | Etixx-Quick Step            | + 10 s             |
| 4e               | Fabio Felline     | Italie           | Trek Factory Racing         | + 10 s             |
| 5e               | Luis León Sánchez | Espagne          | Astana                      | + 10 s             |
| 6e               | Maciej Paterski   | Pologne          | CCC Sprandi Polkowice       | + 10 s             |
| 7e               | Tiago Machado     | Portugal         | Katusha                     | + 10 s             |
| 8e               | Arthur Vichot     | France           | FDJ                         | + 10 s             |
| 9e               | Floris De Tier    | Belgique         | Topsport Vlaanderen-Baloise | + 10 s             |
| 10e              | Marco Canola      | Italie           | UnitedHealthcare            | + 10 s             |
| modifier         |                   |                  |                             |                    |

### Classements annexes
| Classement par équipes | Classement par équipes | Classement par équipes | Classement par équipes |
|                        | Équipe                 | Pays                   | Temps                  |
| ---------------------- | ---------------------- | ---------------------- | ---------------------- |
| 1re                    | Trek Factory Racing    | États-Unis             | en 15 h 35 min 24 s    |
| 2e                     | Astana                 | Kazakhstan             | + 2 s                  |
| 3e                     | Katusha                | Russie                 | + 31 s                 |
| modifier               |                        |                        |                        |

| Classement de la montagne | Classement de la montagne | Classement de la montagne | Classement de la montagne | Classement de la montagne |
| ------------------------- | ------------------------- | ------------------------- | ------------------------- | ------------------------- |
|                           | Coureur                   | Pays                      | Équipe                    | Point(s)                  |
| 1er                       | Rein Taaramäe             | Estonie                   | Astana                    | 15 points                 |
| 2e                        | Víctor Martín             | Espagne                   | Burgos BH                 | 10 pts                    |
| 3e                        | Ion Izagirre              | Espagne                   | Movistar                  | 8 pts                     |
| modifier                  |                           |                           |                           |                           |

| Classement des Metas Volantes | Classement des Metas Volantes | Classement des Metas Volantes | Classement des Metas Volantes | Classement des Metas Volantes |
| ----------------------------- | ----------------------------- | ----------------------------- | ----------------------------- | ----------------------------- |
|                               | Coureur                       | Pays                          | Équipe                        | Point(s)                      |
| 1er                           | Garikoitz Bravo               | Espagne                       | Murias Taldea                 | 6 points                      |
| 2e                            | Chad Haga                     | États-Unis                    | Giant-Alpecin                 | 2 pts                         |
| 3e                            | Víctor Martín                 | Espagne                       | Burgos BH                     | 2 pts                         |
| modifier                      |                               |                               |                               |                               |

| Classement du meilleur coureur murcien | Classement du meilleur coureur murcien | Classement du meilleur coureur murcien | Classement du meilleur coureur murcien | Classement du meilleur coureur murcien |
|                                        | Coureur                                | Pays                                   | Équipe                                 | Temps                                  |
| -------------------------------------- | -------------------------------------- | -------------------------------------- | -------------------------------------- | -------------------------------------- |
| 1er                                    | Luis León Sánchez                      | Espagne                                | Astana                                 | en 5 h 11 min 48 s                     |
| 2e                                     | Rubén Fernández Andújar                | Espagne                                | Movistar                               | + 1 min 4 s                            |
| 3e                                     | David Santillana                       | Espagne                                | Équipe nationale d'Espagne             | + 15 min 23 s                          |
| modifier                               |                                        |                                        |                                        |                                        |

### UCI Europe Tour
Ce Tour de Murcie attribue des points pour l'UCI Europe Tour 2015, par équipes seulement aux coureurs des équipes continentales professionnelles et continentales, individuellement à tous les coureurs sauf ceux faisant partie d'une équipe ayant un label WorldTeam.
| Position,          | 1er | 2e | 3e | 4e | 5e | 6e | 7e | 8e | 9e | 10e | 11e | 12e |
| Classement général | 80  | 56 | 32 | 24 | 20 | 16 | 12 | 8  | 7  | 6   | 5   | 3   |

| Cycliste        | Équipe                      | Points |
| --------------- | --------------------------- | ------ |
| Maciej Paterski | CCC Sprandi Polkowice       | 16     |
| Floris De Tier  | Topsport Vlaanderen-Baloise | 7      |
| Marco Canola    | UnitedHealthcare            | 6      |

## Liste des participants
- Liste de départ complète

| Légende | Légende                                                                    | Légende | Légende                                                    |
| ------- | -------------------------------------------------------------------------- | ------- | ---------------------------------------------------------- |
| Num     | Dossard de départ porté par le coureur sur ce Tour de Murcie               | Pos     | Position à l'arrivée de la course                          |
|         | Indique un maillot de champion national ou mondial, suivi de sa spécialité | NP      | Indique un coureur qui n'a pas pris le départ de la course |
| AB      | Indique un coureur qui n'a pas terminé la course                           | HD      | Indique un coureur qui a terminé la course hors des délais |

| Movistar MOV                          | Movistar MOV                  | Movistar MOV |
| ------------------------------------- | ----------------------------- | ------------ |
| Num                                   | Coureur                       | Pos          |
| 1                                     | Rubén Fernández Andújar (ESP) | 34e          |
| 2                                     | Igor Antón (ESP)              | 41e          |
| 3                                     | José Herrada (ESP)            | 39e          |
| 4                                     | Beñat Intxausti (ESP)         | 12e          |
| 5                                     | Javier Moreno (ESP)           | 40e          |
| 6                                     | Ion Izagirre (ESP) (Route)    | 11e          |
| 7                                     | Marc Soler (ESP)              | AB           |
| Directeur sportif : José Luis Arrieta |                               |              |

| Trek Factory Racing TFR             | Trek Factory Racing TFR     | Trek Factory Racing TFR |
| ----------------------------------- | --------------------------- | ----------------------- |
| Num                                 | Coureur                     | Pos                     |
| 11                                  | Bauke Mollema (NED)         | 2e                      |
| 12                                  | Fränk Schleck (LUX) (Route) | 17e                     |
| 13                                  | Fabio Felline (ITA)         | 4e                      |
| 14                                  | Eugenio Alafaci (ITA)       | 105e                    |
| 15                                  | Hayden Roulston (NZL)       | 78e                     |
| 16                                  | Calvin Watson (AUS)         | 73e                     |
| 17                                  | Fumiyuki Beppu (JPN)        | 72e                     |
| Directeur sportif : Josu Larrazabal |                             |                         |

| Cofidis COF           | Cofidis COF             | Cofidis COF |
| --------------------- | ----------------------- | ----------- |
| Num                   | Coureur                 | Pos         |
| 21                    | Daniel Navarro (ESP)    | 20e         |
| 22                    | Yoann Bagot (FRA)       | 44e         |
| 23                    | Romain Hardy (FRA)      | 63e         |
| 24                    | Nicolas Edet (FRA)      | 19e         |
| 25                    | Luis Ángel Maté (ESP)   | 16e         |
| 26                    | Julien Simon (FRA)      | 108e        |
| 27                    | Kenneth Vanbilsen (FRA) | AB          |
| Directeur sportif : ? |                         |             |

| Etixx-Quick Step EQS  | Etixx-Quick Step EQS        | Etixx-Quick Step EQS |
| --------------------- | --------------------------- | -------------------- |
| Num                   | Coureur                     | Pos                  |
| 31                    | Julian Alaphilippe (FRA)    | 77e                  |
| 32                    | Gianluca Brambilla (ITA)    | AB                   |
| 33                    | Mark Cavendish (GBR)        | AB                   |
| 34                    | David de la Cruz (ESP)      | 31e                  |
| 35                    | Mark Renshaw (AUS)          | AB                   |
| 36                    | Carlos Verona (ESP)         | 42e                  |
| 37                    | Zdeněk Štybar (CZE) (Route) | 3e                   |
| Directeur sportif : ? |                             |                      |

| Giant-Alpecin TGA     | Giant-Alpecin TGA         | Giant-Alpecin TGA |
| --------------------- | ------------------------- | ----------------- |
| Num                   | Coureur                   | Pos               |
| 41                    | Chad Haga (USA)           | 38e               |
| 42                    | John Degenkolb (GER)      | 68e               |
| 43                    | Caleb Fairly (USA)        | 102e              |
| 44                    | Johannes Fröhlinger (GER) | AB                |
| 45                    | Daan Olivier (NED)        | 18e               |
| 46                    | Thierry Hupond (FRA)      | 80e               |
| 47                    | Tobias Ludvigsson (SWE)   | 75e               |
| Directeur sportif : ? |                           |                   |

| Astana AST            | Astana AST                 | Astana AST |
| --------------------- | -------------------------- | ---------- |
| Num                   | Coureur                    | Pos        |
| 51                    | Luis León Sánchez (ESP)    | 5e         |
| 52                    | Michele Scarponi (ITA)     | 21e        |
| 53                    | Rein Taaramäe (EST)        | 1er        |
| 54                    | Davide Malacarne (ITA)     | 37e        |
| 55                    | Daniil Fominykh (KAZ)      | 96e        |
| 56                    | Bakhtiyar Kozhatayev (KAZ) | 87e        |
| 57                    | Maxat Ayazbayev (KAZ)      | AB         |
| Directeur sportif : ? |                            |            |

| FDJ                   | FDJ                            | FDJ |
| --------------------- | ------------------------------ | --- |
| Num                   | Coureur                        | Pos |
| 61                    | Jérémy Roy (FRA)               | 48e |
| 62                    | Kenny Elissonde (FRA)          | 30e |
| 63                    | Alexandre Geniez (FRA)         | 36e |
| 64                    | Pierre-Henri Lecuisinier (FRA) | 45e |
| 65                    | Anthony Roux (FRA)             | 67e |
| 66                    | Marc Sarreau (FRA)             | AB  |
| 67                    | Arthur Vichot (FRA)            | 8e  |
| Directeur sportif : ? |                                |     |

| Katusha KAT           | Katusha KAT                    | Katusha KAT |
| --------------------- | ------------------------------ | ----------- |
| Num                   | Coureur                        | Pos         |
| 71                    | Alexandr Kolobnev (RUS)        | 55e         |
| 72                    | Sergueï Lagoutine (RUS)        | 29e         |
| 73                    | Alberto Losada (ESP)           | 14e         |
| 74                    | Tiago Machado (POR)            | 7e          |
| 75                    | Alexander Porsev (RUS) (Route) | AB          |
| 76                    | Rüdiger Selig (GER)            | AB          |
| 77                    | Yury Trofimov (RUS)            | 23e         |
| Directeur sportif : ? |                                |             |

| CCC Sprandi Polkowice CCC | CCC Sprandi Polkowice CCC | CCC Sprandi Polkowice CCC |
| ------------------------- | ------------------------- | ------------------------- |
| Num                       | Coureur                   | Pos                       |
| 81                        | Grega Bole (SLO)          | 64e                       |
| 82                        | Adrian Honkisz (POL)      | 65e                       |
| 83                        | Leszek Pluciński (POL)    | 83e                       |
| 84                        | Łukasz Owsian (POL)       | 49e                       |
| 85                        | Maciej Paterski (POL)     | 6e                        |
| 86                        | Jan Hirt (CZE)            | 66e                       |
| 87                        | Branislau Samoilau (BLR)  | 35e                       |
| Directeur sportif : ?     |                           |                           |

| Caja Rural-Seguros RGA CJR | Caja Rural-Seguros RGA CJR | Caja Rural-Seguros RGA CJR |
| -------------------------- | -------------------------- | -------------------------- |
| Num                        | Coureur                    | Pos                        |
| 91                         | David Arroyo (ESP)         | 33e                        |
| 92                         | Sergio Pardilla (ESP)      | 25e                        |
| 93                         | Ángel Madrazo (ESP)        | AB                         |
| 94                         | Eduard Prades (ESP)        | 59e                        |
| 95                         | Ricardo Vilela (POR)       | 57e                        |
| 96                         | José Gonçalves (POR)       | AB                         |
| 97                         | Miguel Ángel Benito (ESP)  | AB                         |
| Directeur sportif : ?      |                            |                            |

| Topsport Vlaanderen-Baloise TSV | Topsport Vlaanderen-Baloise TSV | Topsport Vlaanderen-Baloise TSV |
| ------------------------------- | ------------------------------- | ------------------------------- |
| Num                             | Coureur                         | Pos                             |
| 101                             | Amaury Capiot (BEL)             | 106e                            |
| 102                             | Sander Helven (BEL)             | AB                              |
| 103                             | Arthur Vanoverberghe (BEL)      | 32e                             |
| 104                             | Pieter Jacobs (BEL)             | 69e                             |
| 105                             | Floris De Tier (BEL)            | 9e                              |
| 106                             | Oliver Naesen (BEL)             | AB                              |
| 107                             | Edward Theuns (BEL)             | AB                              |
| Directeur sportif : ?           |                                 |                                 |

| RusVelo RVL           | RusVelo RVL               | RusVelo RVL |
| --------------------- | ------------------------- | ----------- |
| Num                   | Coureur                   | Pos         |
| 111                   | Sergey Firsanov (RUS)     | 15e         |
| 112                   | Alexander Foliforov (RUS) | 103e        |
| 113                   | Artem Ovechkin (RUS)      | 86e         |
| 114                   | Aleksandr Komin (RUS)     | 89e         |
| 115                   | Roman Kustadinchev (RUS)  | 90e         |
| 116                   | Alexander Rybakov (RUS)   | 58e         |
| 117                   | Andrey Solomennikov (RUS) | AB          |
| Directeur sportif : ? |                           |             |

| Bora-Argon 18 BOA     | Bora-Argon 18 BOA         | Bora-Argon 18 BOA |
| --------------------- | ------------------------- | ----------------- |
| Num                   | Coureur                   | Pos               |
| 121                   | Jan Bárta (CZE)           | 84e               |
| 122                   | Phil Bauhaus (GER)        | AB                |
| 123                   | Cesare Benedetti (ITA)    | 100e              |
| 124                   | Emanuel Buchmann (GER)    | 53e               |
| 125                   | José Mendes (POR)         | 13e               |
| 126                   | Andreas Schillinger (GER) | 101e              |
| 127                   | Björn Thurau (GER)        | 26e               |
| Directeur sportif : ? |                           |                   |

| UnitedHealthcare UHC  | UnitedHealthcare UHC     | UnitedHealthcare UHC |
| --------------------- | ------------------------ | -------------------- |
| Num                   | Coureur                  | Pos                  |
| 131                   | Alessandro Bazzana (ITA) | AB                   |
| 132                   | Marco Canola (ITA)       | 10e                  |
| 133                   | Robert Förster (GER)     | AB                   |
| 134                   | Daniele Ratto (ITA)      | AB                   |
| 135                   | Ken Hanson (USA)         | AB                   |
| 136                   | Davide Frattini (ITA)    | 47e                  |
| 137                   | Federico Zurlo (ITA)     | 54e                  |
| Directeur sportif : ? |                          |                      |

| Europcar EUC          | Europcar EUC           | Europcar EUC |
| --------------------- | ---------------------- | ------------ |
| Num                   | Coureur                | Pos          |
| 141                   | Antoine Duchesne (CAN) | 82e          |
| 142                   | Tony Hurel (FRA)       | 107e         |
| 143                   | Vincent Jérôme (FRA)   | 81e          |
| 144                   | Angélo Tulik (FRA)     | 46e          |
| 145                   | Alexandre Pichot (FRA) | 104e         |
| 146                   | Perrig Quéméneur (FRA) | 60e          |
| 147                   | Romain Sicard (FRA)    | 22e          |
| Directeur sportif : ? |                        |              |

| Novo Nordisk TNN      | Novo Nordisk TNN      | Novo Nordisk TNN |
| --------------------- | --------------------- | ---------------- |
| Num                   | Coureur               | Pos              |
| 151                   | Javier Mejías (ESP)   | 28e              |
| 152                   | David Lozano (ESP)    | 91e              |
| 153                   | Andrea Peron (ITA)    | 97e              |
| 154                   |                       |                  |
| 155                   | Scott Ambrose (NZL)   | 92e              |
| 156                   | Joonas Henttala (FIN) | 94e              |
| 157                   | Simon Strobel (GER)   | AB               |
| Directeur sportif : ? |                       |                  |

| Frøy Oslo FRB         | Frøy Oslo FRB               | Frøy Oslo FRB |
| --------------------- | --------------------------- | ------------- |
| Num                   | Coureur                     | Pos           |
| 161                   | Damien Garcia (FRA)         | 71e           |
| 162                   | Oddbjørn Andersen (NOR)     | 79e           |
| 163                   | Henrik Evensen (NOR)        | AB            |
| 164                   | Halvor Tandrevold (NOR)     | AB            |
| 165                   | Nikolai Tefre (NOR)         | AB            |
| 166                   | Anders Røe (NOR)            | AB            |
| 167                   | Jon Soeveras Breivold (NOR) | AB            |
| Directeur sportif : ? |                             |               |

| Burgos BH BUR         | Burgos BH BUR         | Burgos BH BUR |
| --------------------- | --------------------- | ------------- |
| Num                   | Coureur               | Pos           |
| 171                   | David Belda (ESP)     | 24e           |
| 172                   | Jesús del Pino (ESP)  | 52e           |
| 173                   | Darío Hernández (ESP) | 109e          |
| 174                   | Ibai Salas (ESP)      | 74e           |
| 175                   | Ander Arranz (ESP)    | AB            |
| 176                   | Víctor Martín (ESP)   | 56e           |
| 177                   | Igor Merino (ESP)     | 76e           |
| Directeur sportif : ? |                       |               |

| ActiveJet AJT         | ActiveJet AJT              | ActiveJet AJT |
| --------------------- | -------------------------- | ------------- |
| Num                   | Coureur                    | Pos           |
| 181                   | Mario González Salas (ESP) | 93e           |
| 182                   | Jesús Ezquerra (ESP)       | 51e           |
| 183                   | Kamil Gradek (POL)         | 27e           |
| 184                   | Paweł Bernas (POL)         | AB            |
| 185                   | Paweł Franczak (POL)       | 50e           |
| 186                   | Łukasz Bodnar (POL)        | 98e           |
| 187                   | Michał Podlaski (POL)      | 85e           |
| Directeur sportif : ? |                            |               |

| Équipe nationale d'Espagne ESP | Équipe nationale d'Espagne ESP | Équipe nationale d'Espagne ESP |
| ------------------------------ | ------------------------------ | ------------------------------ |
| Num                            | Coureur                        | Pos                            |
| 191                            | Alex Aranburu (ESP)            | 61e                            |
| 192                            | Álvaro Cuadros (ESP)           | AB                             |
| 193                            | Iván García (ESP)              | AB                             |
| 194                            | Juan José Martínez Díaz (ESP)  | AB                             |
| 195                            | Germán Sánchez (ESP)           | AB                             |
| 196                            | David Santillana (ESP)         | 110e                           |
| 197                            | Antonio Jesús Soto (ESP)       | AB                             |
| Directeur sportif : ?          |                                |                                |

| Murias Taldea MUR     | Murias Taldea MUR       | Murias Taldea MUR |
| --------------------- | ----------------------- | ----------------- |
| Num                   | Coureur                 | Pos               |
| 201                   | Egoitz García (ESP)     | 62e               |
| 202                   | Garikoitz Bravo (ESP)   | 43e               |
| 203                   | Beñat Txoperena (ESP)   | 95e               |
| 204                   | Ander Barrenetxea (ESP) | AB                |
| 205                   | Aritz Bagües (ESP)      | 99e               |
| 206                   | Eneko Lizarralde (ESP)  | 70e               |
| 207                   | Mikel Bizkarra (ESP)    | 88e               |
| Directeur sportif : ? |                         |                   |